# Burgstall Kühedorf
Die Burg Kühedorf bezeichnet eine abgegangene Burg im Gemeindeteil Kühedorf von Büchenbach  im mittelfränkischen Landkreis Roth in Bayern.
Sie ist unter dem Aktenzeichen D-5-6732-0011 als Bodendenkmal in die bayerische Denkmalliste eingetragen.

## Geschichte
Im Jahr 1236 erfolgte die erste schriftliche Erwähnung eines Herren von Küdorf aus der Nürnberger Linie eines staufischen Reichsministerialengeschlechts. Die Burg selbst wird erstmals 1326 im Rahmen einer Erbteilung genannt, in der die von den Burggrafen von Nürnberg zu Lehen gehenden Besitztümer zwischen einer älteren und jüngeren Linie von Küdorf, die beide von einem Konrad abstammen, aufgeteilt wurden. 1390 trug Konrad von Kühdorf seinen Teil der Burg dem Nürnberger Burggrafen Friedrich V. zu Lehen auf. 1450 wurde die Burg im Ersten Markgrafenkrieg von Nürnberger Truppen niedergebrannt. Sie wurde anschließend wieder aufgebaut, brannte aber 1564 endgültig ab. Zeitweilig hatten mehrere sich befehdende Linien der Kühdorfer gleichzeitig auf der Burg gelebt. 1599 starb mit Lorenz von Kühdorf, Amtmann zu Gunzenhausen, der letzte Angehörige dieses Geschlechts. Im 19. Jahrhundert wurde bei Ausschachtungsarbeiten auf dem Burggelände ein Siegel der Herren von Kühdorf aus der Mitte des 15. Jahrhunderts gefunden.

## Beschreibung
Heute sind oberflächlich keine Spuren der Burg mehr vorhanden. Im 19. Jahrhundert waren noch der Burggraben, einige verschüttete Gewölbe und die Stümpfe zweier runder Türme zu sehen. Auch eine Begräbniskapelle der Kühdorfer soll existiert haben.